# Карбонара
Карбонара (на италиански: alla carbonara) е рецепта за суха паста (спагети, фетучини, лингуини, макарони, и др.), традиционно приготвена със сос от гуанчале, яйца и настъргано овче сирене тип Пекорино Романо. Тази рецепта е типична за областта Лацио около Рим. Била е предпочитана рецепта за овчарите в Апенинските планини покрай Рим, които са я готвели при полеви условия.
Оригинално тази рецепта се прави с гуанчале, което е като бекон, но е типично римско мезе, направено от свински бузи. Бекон и панчета са заместители, но трябва да са нарязани на кубчета, а не на тънки листчета. Тъй като оригиналната Карбонара е римска рецепта, в нея се слага Пекорино Романо (овче сирене), а не пармезан (което е краве). Pasta alla Carbonara означава „Паста по въглищарски“ – в нея се слага толкова много чер пипер, че все едно е правена в мина за въглища. Сосът се състои от сурови жълтъци на стайна температура и белтъка от едно или две яйца, разбъркани добре с прясно настъргано Пекорино Романо, малко сол и много чер пипер. Отцедената, все още вряла паста „ал денте“ се омесва в купа със соса и предварително запърженият (в собствената си мазнина) гуанчале, панчета, или едри парчета бекон, където жълтъците се сготвят само частично от топлината на сварената паста. Поръсва се обилно с още настъргано Пекорино и се сервира веднага.
В Северна Италия и по света оригиналната рецепта е адаптирана, като в нея се добавят сметана и чесън, запържен в малко зехтин, както и се поръсва с настърган пармезан преди сервиране.